# Sparbarus europaeus
Sparbarus europaeus är en dagsländeart som först beskrevs av Arnold Girard Kluge 1991.  Sparbarus europaeus ingår i släktet Sparbarus och familjen slamdagsländor. Inga underarter finns listade i Catalogue of Life.